# チチュウカイリクガメ属
チチュウカイリクガメ属（チチュウカイリクガメぞく、Testudo）は、爬虫綱カメ目リクガメ科に属する属。模式種はギリシャリクガメ。

## 形態
最大種はフチゾリリクガメで、最大甲長39センチメートル。最小種はエジプトリクガメで、最大甲長13.1センチメートル。

## 分類
2006年に発表されたミトコンドリアの全塩基配列を決定し最大節約法および最尤法によって推定された分子系統解析では、ヘルマンリクガメやヨツユビリクガメが本属の構成種ではなくインドリクガメ属やパンケーキガメ属と単系統群を形成するという解析結果が得られたことから、ヨツユビリクガメ属Agrionemysと新属のヘルマンリクガメ属Eurotestudoに分割する説が提唱されたこともある。
以下の分類は、Turtle Taxonomy Working Group(2017)に従う。和名とエジプトリクガメを除く英名は、安川(2007)に従う
- Agrionemys亜属
  - Testudo horsfieidii ヨツユビリクガメ Russian tortoise

- Chersine亜属
  - Testudo hermanni ヘルマンリクガメ Herman's tortoise

- Testudo亜属
  - Testudo gracea ギリシャリクガメ Greek tortoise
  - Testudo kleinmanni エジプトリクガメ Egyptian tortoise[1]
  - Testudo marginata フチゾリリクガメ Marginated tortoise

## 人間との関係
ペット用の採集により生息数が減少しており、生息地の破壊によっても生息数が減少している。1975年のワシントン条約発効時には、属単位でワシントン条約附属書IIに掲載された。
ペットとして飼育されることもある。ヨーロッパでは分布する国では古くから飼育され、本種が分布しないイギリスでも19世紀には輸入が行われるようになった。第二次世界大戦以降は、アメリカ合衆国や日本にも多くの個体が輸入された。ヨーロッパに生息する種・亜種は生息地の保護が厳しいため飼育下繁殖個体が、アジアやアフリカに生息する種・亜種は野生個体が主に流通する。

## 画像

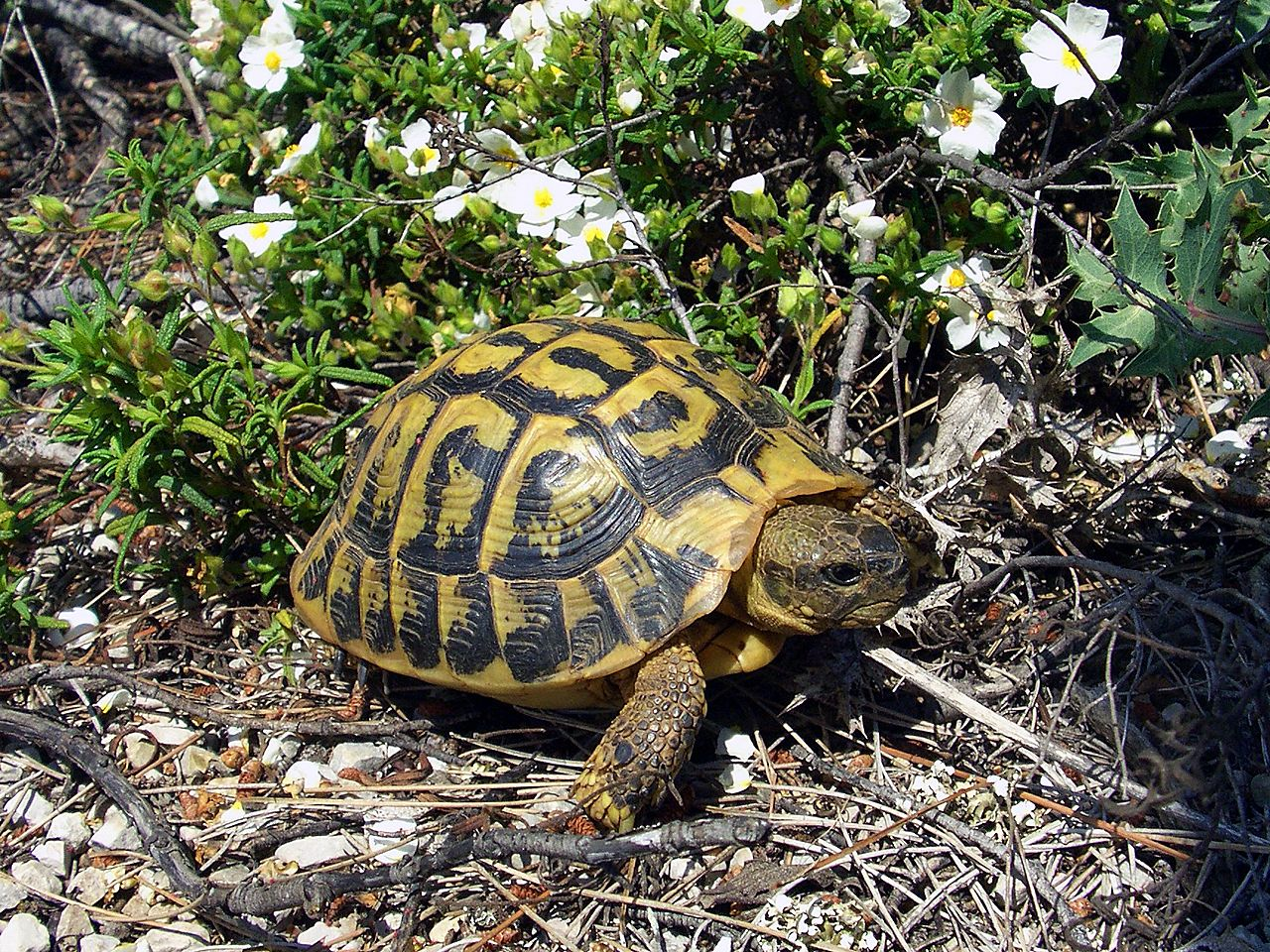
ヘルマンリクガメ T. hermanni
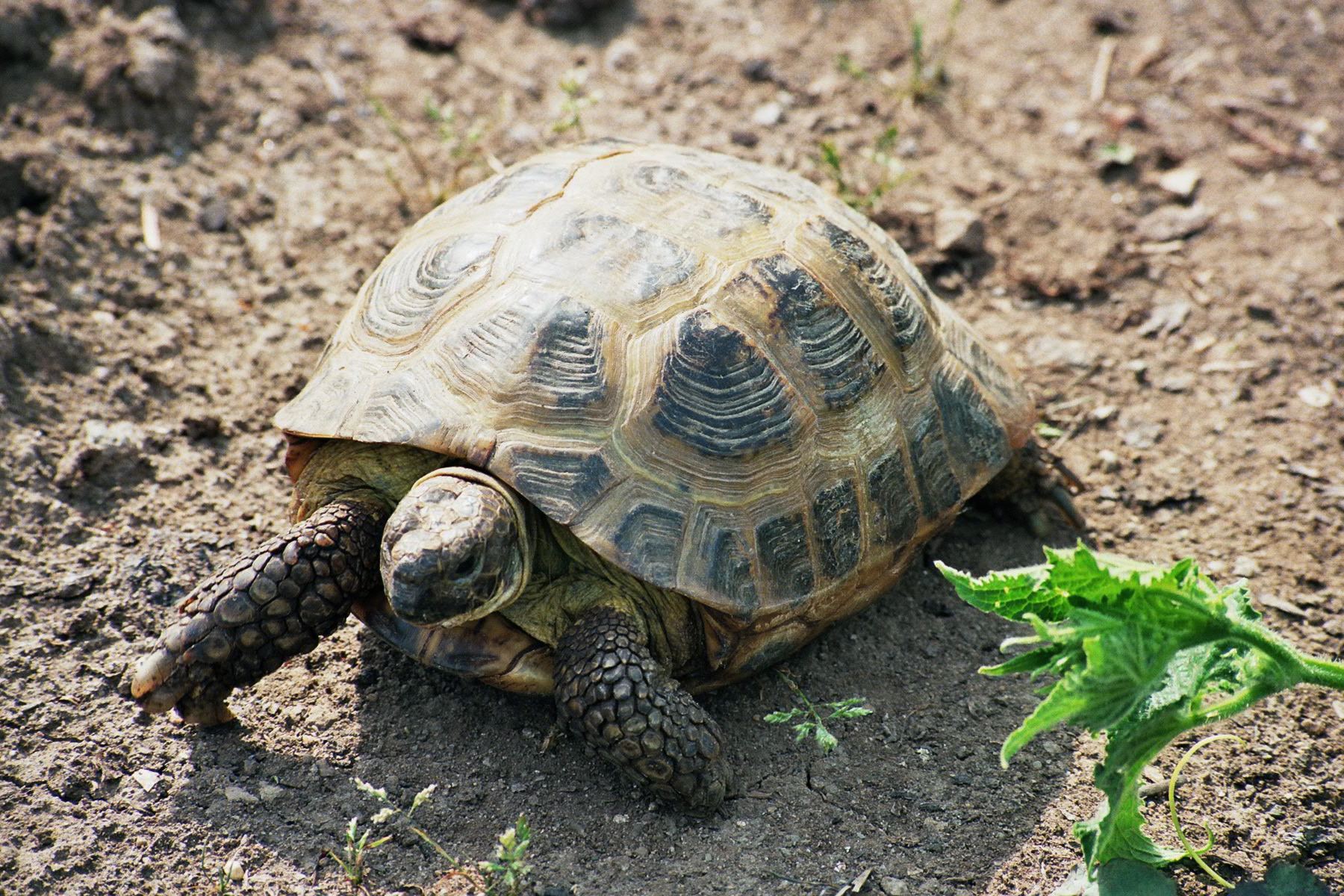
ヨツユビリクガメ T. horsfieidii
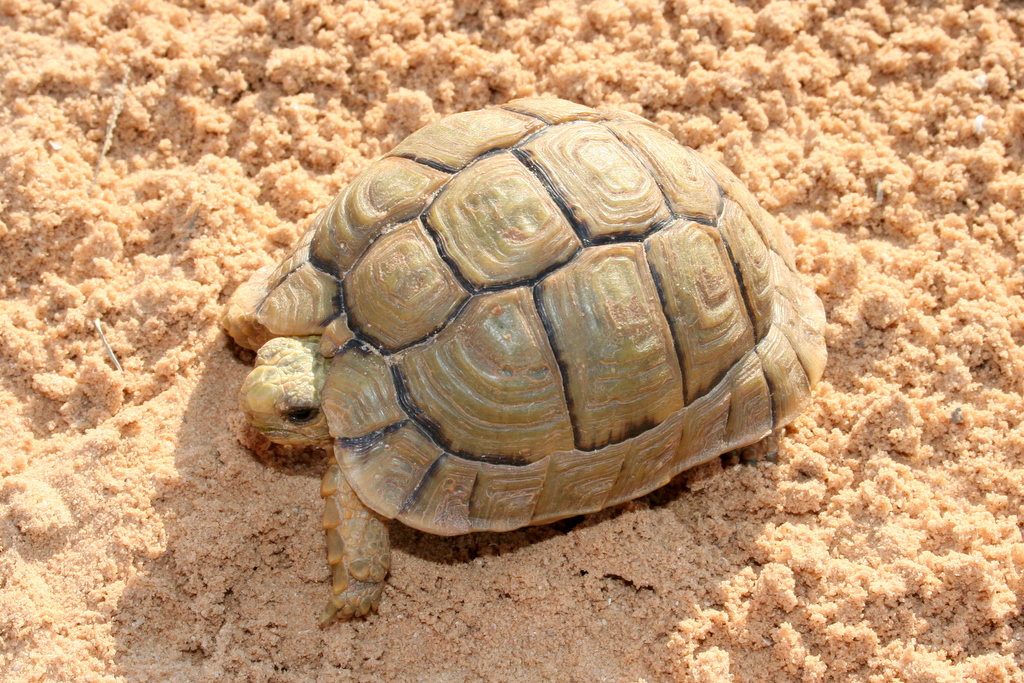
エジプトリクガメ T. kleinmanni
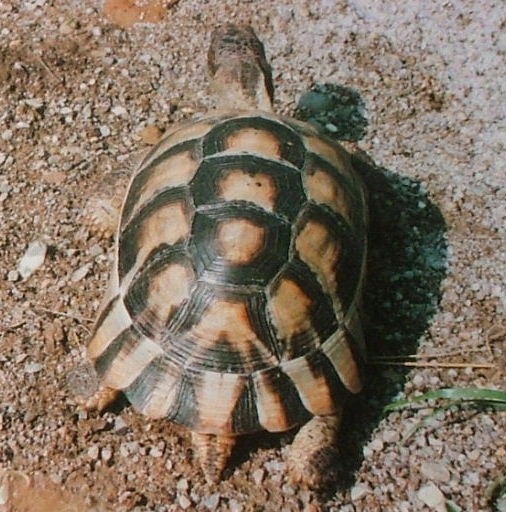
フチゾリリクガメ T. marginata